# Actoras de cambio
Actoras de cambio es una organización feminista guatemalteca de defensa de los Derechos Humanos. Denuncian y trabajan por la justicia de las violaciones sexuales sistemáticas que se llevaron a cabo durante la Guerra Civil por parte del ejército de Guatemala.
Tras su fundación trabajaron de forma clandestina ayudando y empoderando a las mujeres de diversas etnias indígenas que habían sufrido violaciones. Más tarde han comenzado a denunciar y hacer públicas sus acciones con el fin de pedir justicia y de que se conozcan los acontecimientos para que no vuelvan a suceder.